# Leo Cullborg
Karl Birger Leonard (Leo) Cullborg, född 12 augusti 1946 i Malmö, är en svensk skådespelare, regissör, producent[källa behövs] och manusförfattare. Han är son till författaren Majken Cullborg och skådespelaren Edvin Adolphson.
Cullborg är utbildad vid Statens Scenskola i Göteborg och var 1969-2000 anställd vid Göteborgs stadsteater. Han ingick i den grupp som 1976 startade Angereds teater. Under en period på 1980-talet var han konstnärlig ledare och prefekt vid Teaterhögskolan i Malmö.

## Filmografi

### Roller
- 1975 – Gyllene år (TV-serie)
- 1976 – Raskens (TV-serie)
- 1981 – Stjärnhuset (TV-serie)
- 1990 – Kurt Olsson – filmen om mitt liv som mig själv
- 1998 – Rena rama Rolf (TV-serie)
- 2000 – Sjätte dagen (TV-serie)
- 2003 – Solbacken: Avd. E (TV-serie)

## Teater

### Regi
| År   | Produktion | Upphovsmän      | Teater      |
| ---- | ---------- | --------------- | ----------- |
| 2003 | Sabina     | Liv Hege Nylund | Riksteatern |

### Fotnoter
1. ↑  ”Leo Cullborg”. Svensk Filmdatabas. Arkiverad från originalet den 10 mars 2016. https://web.archive.org/web/20160310003410/http://www.sfi.se/sv/svensk-filmdatabas/Item/?type=PERSON&itemid=180934&ref=%2Ftemplates%2FSwedishFilmSearchResult.aspx%3Fid%3D1225%26epslanguage%3Dsv%26searchword%3DLeo+Cullborg%26type%3DPerson%26match%3DBegin%26page%3D1%26prom%3DFalse. Läst 20 februari 2013.
2. ↑  ”Chaplin som musikteater”. Zenit. Arkiverad från originalet den 6 april 2012. https://web.archive.org/web/20120406141211/http://www.zenitkultur.com/artist.php?id=1174. Läst 20 februari 2013.